# Michel Degourmois
Michel Degourmois – szwajcarski kierowca wyścigowy.

## Kariera
Degourmois rozpoczął karierę w międzynarodowych wyścigach samochodowych w 1975 roku od startu w klasie T 24-godzinnego wyścigu Le Mans, gdzie odniósł zwycięstwo, a w klasyfikacji generalnej był 27. Rok później nie ukończył wyścigu w klasie S 2.0.